# 타이시르 알자심
타이시르 자베르 압둘모흐센 알자심(아랍어: تيسير جابر عبد المحسن الجاسم, Taiseer Jaber Abdulmohsen Al-Jassim, 1984년 7월 25일 ~ )은 사우디아라비아의 전 축구 선수이다. 2004년 클럽과 국가대표팀에서 모두 데뷔하였다.

## 수상

### 클럽
알아흘리
- 사우디 챔피언스컵: 2011, 2012
- 사우디아라비아 크라운 프린스 컵: 2007, 2014–15
- 파이살 빈 파흐드 리그: 2007
- 걸프 클럽 챔피언스 리그: 2008
- AFC 챔피언스리그 : 준우승: 2012

### 개인
- 사우디아라비아 올해의 선수: 2012
- 알아흘리 올해의 선수: 2011–12
- 베스트 사우디 미드필더: 2011–12

## 같이 보기
- A매치 100경기 이상 출전한 축구 선수 명단